# 聖方濟各堂

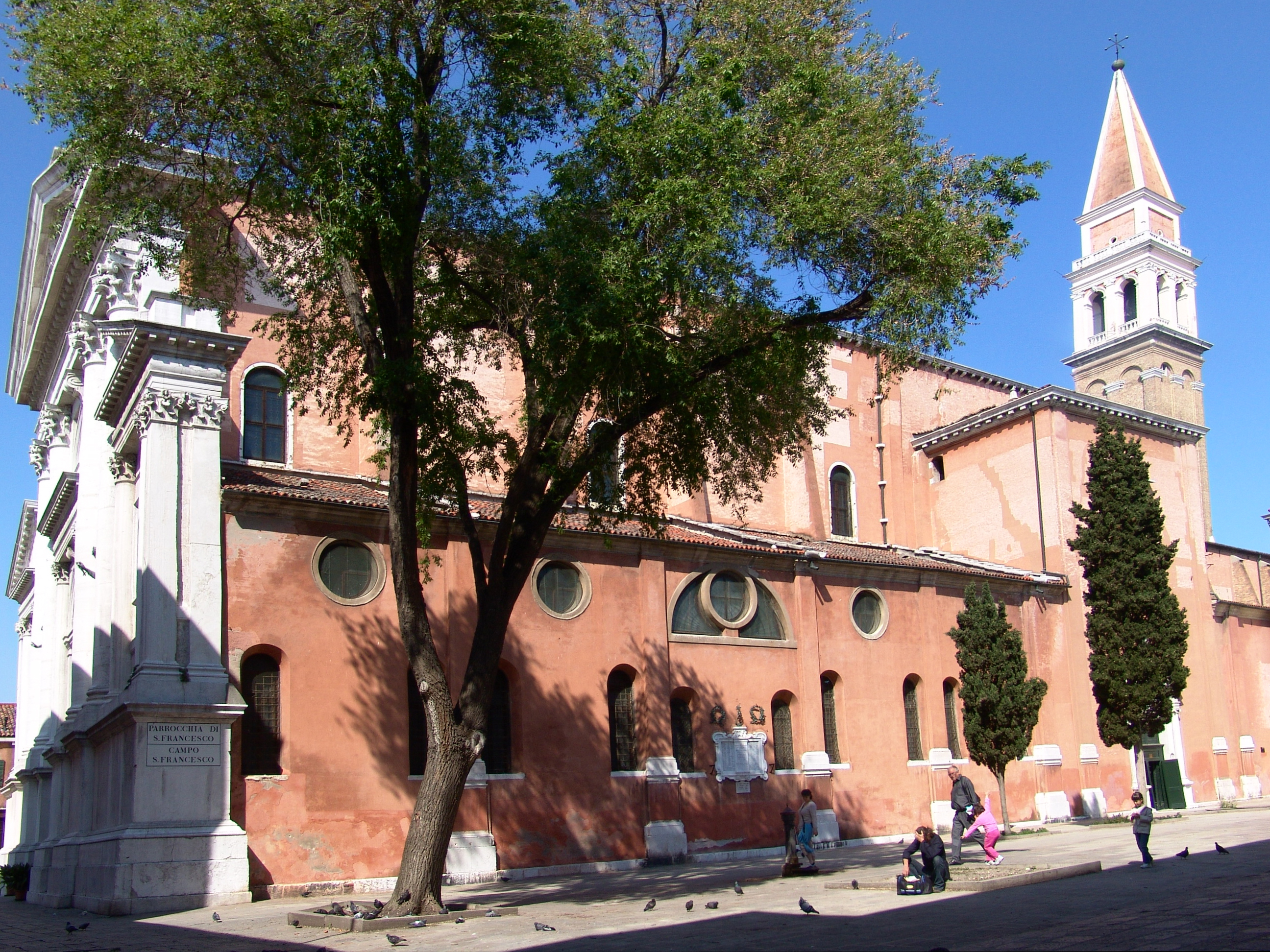
聖方濟各堂

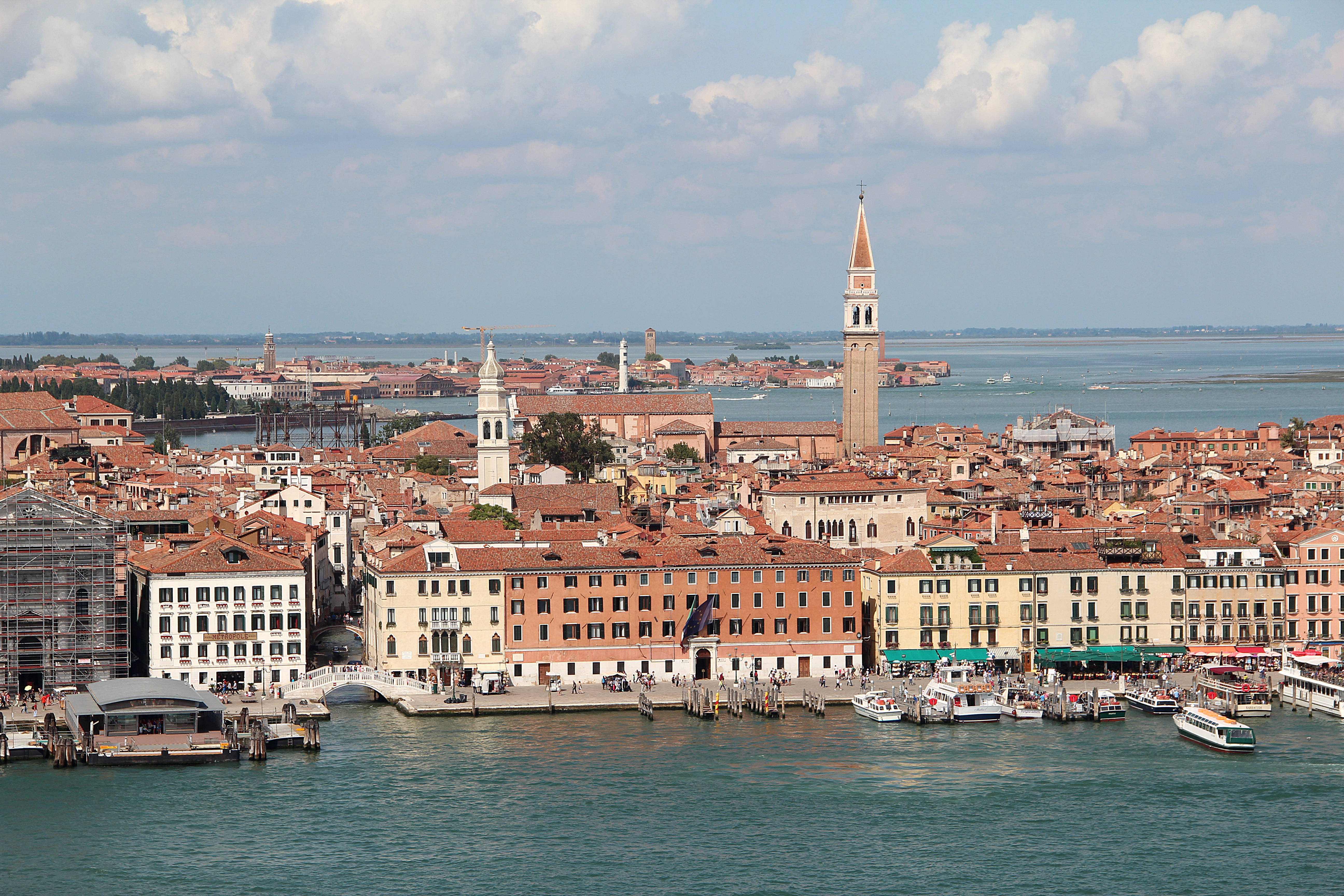
從聖喬治馬焦雷大教堂的鐘樓看到的弗朗切斯科德拉維尼亞教堂

聖方濟各堂（San Francesco della Vigna）是義大利北部城市威尼斯的一座羅馬天主教的教堂。這座教堂和聖方濟會榮耀聖母聖殿並為威尼斯的兩座聖方濟會的教堂。現在的教堂竣工於1554年，是一座文藝復興式風格建築。教堂內部的裝飾亦極具特徵。